# Angaria gymna
Angaria gymna is een uitgestorven slakkensoort uit de familie van de Angariidae. De wetenschappelijke naam van de soort werd voor het eerst geldig gepubliceerd in 1902 door Cossmann en Pissarro als Delphinula gymna.